# Il palloncino rosso
Il palloncino rosso (Le ballon rouge) è un cortometraggio del 1956 diretto da Albert Lamorisse.
La pellicola è stata girata interamente a Ménilmontant, sobborgo di Parigi.

## Trama
Pascal, una mattina, trova un grande palloncino rosso attaccato ad un lampione. Il ragazzo gioca con il suo nuovo giocattolo e si rende conto che ha una propria mente e volontà. Comincia a seguirlo ovunque va, a volte galleggiando fuori dalla finestra della sua camera da letto, perché sua nonna non lo fa entrare in casa. Il palloncino segue Pascal per le strade di Parigi e i due attirano gli sguardi inquisitori degli adulti e l'invidia degli altri bambini. Ad un certo punto incontrano una bambina con un palloncino blu che la segue ovunque.
Una domenica, mentre Pascal e sua nonna vanno in chiesa, il palloncino li segue ed entra attraverso la porta aperta; Pascal e sua nonna vengono rimproverati. Nel loro vagare nel quartiere, Pascal e il palloncino incontrano una banda di ragazzi, che temporaneamente rubano il palloncino, mentre Pascal è all'interno di una panetteria. Tuttavia Pascal lo recupera, ma i ragazzi lo distruggono con delle fionde e poi lo calpestano. Infine, tutti i palloncini di Parigi arrivano da Pascal che li lega insieme e vola nel cielo.

## Riconoscimenti
- 1957 - Premio Oscar
  - Migliore sceneggiatura originale a Albert Lamorisse
- 1957 - Premio BAFTA
  - Premio Speciale (Francia)
- 1956 - Festival di Cannes
  - Palma d'oro del cortometraggio a Albert Lamorisse
- 1956 - Premio Louis-Delluc
  - Premio Louis-Delluc a Albert Lamorisse